# Mughiphantes triglavensis
Mughiphantes triglavensis là một loài nhện trong họ Linyphiidae.
Loài này thuộc chi Mughiphantes. Mughiphantes triglavensis được miêu tả năm 1975 bởi František Miller & Polenec.